# かんのん浜ポットホール
かんのん浜ポットホール（かんのんはまポットホール）は、静岡県伊東市の城ヶ崎海岸に存在する甌穴（ポットホール）。甌穴内に球体の岩が残存する海蝕甌穴である。伊東市指定天然記念物。

## 特色
9kmに及ぶ城ヶ崎海岸は、約4000年前に大室山からの溶岩流によって形成され、複雑な溶岩地形となっており大小さまざまなポットホールが存在している。
中でもこのポットホールは約1.2mの甌穴の中に、この甌穴を作り出した約70cmの球体上の穿孔岩体が残存している点で特筆される。この球体は波の作用により動く為、甌穴は下方により大きく、球体はより小さく変動しつづけている。2002年（平成14年）3月28日、伊東市指定天然記念物に指定された。